# Jules Brun
Jules Brun (* 12. Juni 1832 in Lausanne als Jean-Samuel-Jules; † 21. August 1898 ebenda; heimatberechtigt in Oulens-sous-Echallens) war ein Schweizer Politiker.

## Biografie
Nach der kaufmännischen Lehre bei der Banque Marcel machte Brun bei dieser Bank Karriere und wurde 1865 selbständiger Bankier. Er war im Jahr 1870 Initiant der Broyetal-Bahn.
Zuerst als radikaler (1870 bis 1882), dann als liberaler (1886 bis 1898) Gemeinderat war er in der Stadt Lausanne politisch aktiv. Von 1871 bis 1872 war er Mitglied des Munizipalrats von Lausanne und lehnte im Jahr 1882 das Amt des Stadtpräsidenten ab. Weiter nahm er von 1871 bis 1893 Einsitz im Grossen Rat des Kantons Waadt und war im Jahr 1884 im Waadtländer Verfassungsrat. Nach der Wahl in den Ständerat im Jahr 1880 wechselte er nur ein Jahr später in den Nationalrat und verblieb dort ebenfalls nur ein Jahr. Zuletzt war er von 1881 bis 1885 im Staatsrat des Kantons Waadt tätig und stand dort dem Departement Finanzen vor. Obwohl Brun als Radikaler die Staatsfinanzen, welche er unbeeinflussbar verwaltete, wieder in Ordnung brachte und die Initiative der Liberalen von 1883 gegen Mandatshäufungen unterstützte (die sogenannte Inkompatibilitätskampagne), wurde er nicht mehr wiedergewählt, da ihn seine eigenen Parteikollegen nicht mehr unterstützten.